# Bec des Rosses
Il Bec des Rosses è una montagna delle Alpi Pennine, alta 3 223 m s.l.m., situata nel Canton Vallese.

## Descrizione
La montagna è completamente inglobata nel comune di Bagnes (Distretto di Entremont) e nel comprensorio sciistico di Verbier.
La vetta è diventata nota negli ultimi anni per avere ospitato lungo la sua parete Nord, dall'anno 2008, la tappa finale del Freeride World Tour, il più prestigioso circuito internazionale di competizioni professionistiche di freeride e di sci e snowboard big mountain. 
Molte delle sue discese possono raggiungere tra i 55 e i 60 gradi di pendenza e per questo essa è rinomata come una delle montagne delle Alpi più difficili da cui sciare.